# Akoestische kortsluiting
Akoestische kortsluiting kan voorkomen bij een luidspreker en treedt op wanneer de lucht aan de voorkant van de luidsprekerconus en de lucht aan de achterkant ervan direct met elkaar in verbinding staan.
Als de conus heen en weer beweegt, zullen de geluidsgolven aan de voor- en achterkant van de conus elkaar beïnvloeden, waardoor vooral de lage frequenties worden gedempt.
Het verschijnsel kan worden opgeheven door de luidspreker in een gesloten kast te monteren. Wanneer de luidsprekerconus nu deze heen en weer beweegt, zal de voorzijde een geluidsgolf afgeven zonder dat deze beïnvloed wordt door de tegengestelde geluidsgolf aan de achterkant van de conus.